# United Nations Mission in Bosnia and Herzegovina
Die Mission der Vereinten Nationen in Bosnien-Herzegowina (englisch United Nations Mission in Bosnia and Herzegovina, UNMIBH) basierte auf der UN-Resolution 1035 vom 21. Dezember 1995 und fand vom Dezember 1995 bis Dezember 2002 statt.
Ziel des UN-Mandats war die Umsetzung des zivilen Teils des Abkommens von Dayton in Bosnien-Herzegowina.
Parallel dazu wurde der militärische Teil des Friedensabkommens in den Missionen Implementation Force (IFOR; 1995/1996) und anschließend Stabilisation Force (SFOR; bis 2004) umgesetzt, die ebenfalls unter UN-Mandat standen, aber von der NATO geführt wurden.
Geleitet wurde UNMIBH von der/dem Sonderbeauftragten des Generalsekretärs der Vereinten Nationen und dem Coordinator of United Nations Operations in Bosnia and Herzegovina (etwa: „Koordinator der Einsätze der Vereinten Nationen in Bosnien und Herzegowina“). Dieser Koordinator stand dem für den Polizeidienst verantwortlichen Police Commissioner der IPTF vor.
Das Personal für UNMIBH wurde durch Ägypten, Argentinien, Bangladesch, Bulgarien, Bundesrepublik Deutschland, Chile, Dänemark, Estland, Fidschi, Finnland, Frankreich, Ghana, Griechenland, Großbritannien, Indien, Indonesien, Irland, Italien, Island, Jordanien, Kanada, Kenia, Litauen, Malaysia, Nepal, Niederlande, Nigeria, Norwegen, Österreich, Pakistan, Polen, Portugal, Rumänien, Russland, Schweden, Schweiz, Senegal, Spanien, Thailand, Tunesien, Türkei, Ukraine, Ungarn, Luxemburg und die U.S.A. gestellt.
Bei der Mission kamen 12 Missionsangehörige ums Leben: acht Polizisten, drei einheimische Zivilisten und ein Militärangehöriger.